# Promozione Sicilia 1956-1957
La Promozione fu il massimo campionato regionale di calcio disputato in Sicilia nella stagione 1956-1957.
A ciascun girone, che garantiva al suo vincitore la promozione a condizione di soddisfare le condizioni economiche richieste dai regolamenti, partecipavano sedici squadre, ed era prevista la retrocessione solo della peggiore piazzata, a causa dell'allargamento della sovrastante IV Serie.

## Composizione

### Squadre partecipanti
| Club                        | Città                          | Stagione precedente         |
| --------------------------- | ------------------------------ | --------------------------- |
| A.S. Acireale               | Acireale (CT)                  | 5º in Promozione            |
| U.S. Akragas                | Agrigento                      | 5º in Promozione            |
| A.S. Canicattì              | Canicattì (AG)                 | 9º in Promozione            |
| S.S. Idria                  | Francofonte (SR)               | 2º in Promozione            |
| A.S. Igea Virtus Barcellona | Barcellona Pozzo di Gotto (CL) | 14º in Promozione           |
| U.S. Juventina Palermo      | Palermo                        | 13º in Promozione           |
| S.S. Leonzio                | Lentini (SR)                   | 2º in Promozione            |
| Pol. Licata                 | Licata (AG)                    | 1° in Prima Divisione gir.A |
| S.S. Milazzo                | Milazzo (ME)                   | 7º in Promozione            |
| U.S. Modica                 | Modica (RG)                    | 4º in Promozione            |
| U. S. Nissena 1929          | Caltanissetta                  | 16º in IV Serie gir.H       |
| Pol. Plutia                 | Piazza Armerina (EN)           | 9º in Promozione            |
| A.S. Ribera                 | Ribera (CL)                    | 9º in Promozione            |
| U. S. Terranova Gela        | Gela (CL)                      | 1° in Prima Divisione gir.B |
| A.S. Termini Imerese        | Termini Imerese (PA)           | 9º in Promozione            |
| C.S. Vittoria               | Vittoria (RG)                  | 3º in Promozione            |

### Classifica finale
|  | Pos. | Squadra           | Pt | G  | V  | N  | P  | GF | GS | DR  |
|  | ---- | ----------------- | -- | -- | -- | -- | -- | -- | -- | --- |
|  | 1.   | Akragas           | 44 | 30 | 18 | 8  | 4  | 52 | 23 | +29 |
|  | 2.   | Leonzio           | 40 | 30 | 16 | 8  | 6  | 53 | 26 | +27 |
|  | 3.   | Termini Imerese   | 39 | 30 | 13 | 13 | 4  | 39 | 22 | +17 |
|  | 4.   | Acireale          | 38 | 30 | 12 | 14 | 4  | 40 | 23 | +17 |
|  | 5.   | Igea Virtus       | 32 | 30 | 13 | 6  | 11 | 42 | 36 | +6  |
|  | 5.   | Licata            | 32 | 30 | 13 | 6  | 11 | 36 | 34 | +2  |
|  | 7.   | Canicattì         | 31 | 30 | 12 | 7  | 11 | 35 | 41 | -6  |
|  | 8.   | Milazzo           | 29 | 30 | 11 | 7  | 12 | 32 | 40 | -8  |
|  | 9.   | Ribera            | 28 | 30 | 10 | 8  | 12 | 39 | 34 | +5  |
|  | 10.  | Idria             | 27 | 30 | 9  | 9  | 12 | 35 | 33 | +2  |
|  | 10.  | Vittoria          | 27 | 30 | 10 | 7  | 13 | 39 | 40 | -1  |
|  | 10.  | Juventina         | 27 | 30 | 11 | 5  | 14 | 38 | 41 | -3  |
|  | 13.  | Terranova Gela    | 26 | 30 | 8  | 10 | 12 | 21 | 34 | -13 |
|  | 14.  | U.S. Nissena 1929 | 25 | 30 | 10 | 5  | 15 | 34 | 38 | -4  |
|  | 15.  | Modica            | 19 | 30 | 7  | 7  | 16 | 30 | 56 | -26 |
|  | 16.  | Plutia            | 11 | 30 | 2  | 10 | 18 | 17 | 61 | -44 |

Verdetti
- Akragas promossa in Interregionale Seconda Categoria 1957-1958.
- Leonzio ammesso in IV Serie a completamento degli organici.
- Plutia Piazza Armerina ripescata.[3]